# Eichhorn (Familienname)
Eichhorn ist ein deutscher Familienname.

## Herkunft und Bedeutung
Der häufige oberdeutsche Name kann von einem Hausnamen abstammen (z. B. 1460 in Freiburg ein Haus zum Eichhorn mit einer Familie Eichhorn) oder als Übername für einen Vorratssammler.

## Namensträger

### A
- Aaron Eichhorn (* 1998), deutscher Fußballspieler
- Adelheid Eichhorn (* 1947), deutsche Künstlerin
- Albert Eichhorn (Maler) (1811–1851), deutscher Maler
- Albert Eichhorn (Theologe) (1856–1926), deutscher Theologe
- Albin Eichhorn (1854–nach 1913), deutscher Violinist
- Alfred Eichhorn (Maler) (1909–1972), deutscher Maler und Grafiker
- Alfred Eichhorn (* 1944), deutscher Hörfunkjournalist
- Ambrosius Eichhorn (1758–1820), deutscher Benediktiner und Historiker
- Andreas Eichhorn (Architekt) (* um 1928), Schweizer Architekt
- Andreas Eichhorn (Musikwissenschaftler) (* 1958), deutscher Musikwissenschaftler und Herausgeber
- Andreas Eichhorn (Geodät) (* 1967), deutscher Hochschullehrer für Ingenieurgeodäsie
- Anita Eichhorn (* 1991), deutsche Filmschauspielerin
- Anja Eichhorn, deutsche Politikerin (Die Linke)
- Anna Carina Eichhorn (* 1972), deutsche Biochemikerin und Managerin
- Anton Eichhorn (1809–1869), deutscher Theologe, Kirchenhistoriker und Kirchenrechtler
- Arno Eichhorn (1885–1941), deutscher Sänger (Bariton)
- Astrid Eichhorn (* 1983), deutsche Physikerin und Hochschullehrerin
- August Eichhorn (Ethnologe) (1865–nach 1930), deutscher Pfarrer, Ethnologe und Museumskurator
- August Eichhorn (Cellist) (1899–1980), deutscher Cellist und Hochschullehrer
- Auguste Eichhorn (geb. Auguste Strohbach; 1851–1902), deutsche Weberin und Frauenrechtlerin

### B
- Benedikt Eichhorn (* 1962), deutscher Kabarettist, Pianist und Chansonnier
- Bernd Eichhorn (* 1961), deutscher Filmwissenschaftler
- Bernhard Eichhorn (1904–1980), deutscher Komponist
- Bruno Eichhorn (1864–1926), deutscher Verwaltungsjurist und Landrat

### C
- Carl Eichhorn (Pfarrer, 1810) (1810–1890), deutscher Theologe und Pastor in Baden und Hessen
- Carl Eichhorn (Pfarrer, 1855) (1855–1934), deutscher Pfarrer in Bayern
- Carl Eichhorn (Ruderer) (1886–nach 1911), deutscher Ruderer
- Christian Friedrich Eichhorn (1804–1836), deutscher Mathematiker
- Christoph Eichhorn (* 1957), deutscher Schauspieler und Regisseur
- Christoph Eichhorn (Diplomat) (* 1958), deutscher Diplomat

### D
- Daniel Alexander Eichhorn (1758–1833), deutscher Theologe
- Diana Eichhorn (* 1969/1970), deutsche Fernsehmoderatorin, Sprecherin und Schauspielerin
- Doris Eichhorn (* 1993), deutsche Schwimmerin
- Doris Hädrich-Eichhorn, deutsche Opernsängerin (Mezzosopran)

### E
- Eduard Eichhorn (1823–1897), deutscher Geiger
- Emil Eichhorn (Politiker) (1863–1925), deutscher Politiker (USPD, KPD) und Polizeibeamter
- Emil Eichhorn (Schriftsteller) (1889–1973), deutscher Lehrer, Mundartdichter und -pfleger
- Emil Gottfried Hermann von Eichhorn (1848–1918), preußischer Generalfeldmarschall → Hermann von Eichhorn (Generalfeldmarschall)
- Ernst Eichhorn (Geiger) (1822–1844), deutscher Geiger
- Ernst Eichhorn (Kunsthistoriker) (1921–2007), deutscher Kunsthistoriker
- Ernst Eichhorn (Politiker) (* 1932), deutscher Politiker (SED), MdV
- Ernst Eichhorn (Schachspieler) (1945/1946–2006), Schweizer Schachspieler
- Eugen Eichhorn (Botaniker) (1878–1963), deutscher Lehrer, Botaniker und Naturschützer
- Eugen Eichhorn (Mathematiker) (1944–2020), deutscher Mathematiker, Hochschullehrer und Friedensaktivist
- Ewald Eichhorn (* 1929), deutscher Generalmajor der Volkspolizei

### F
- Ferdinand Eichhorn (1853–1934), deutscher Kaufmann und Unternehmer
- Floriane Eichhorn (* 1981), deutsche Schauspielerin
- Frank-Volker Eichhorn (1947–1978), deutscher Komponist
- Franz Eichhorn (Mediziner) (1786–1853), deutscher Mediziner
- Franz Eichhorn (Regisseur) (Johann Franz Alfred Eichhorn; 1904–1982), deutscher Regisseur, Drehbuchautor, Schriftsteller und Filmproduzent
- Franz Eichhorn (Widerstandskämpfer) (1906–1993), deutscher Widerstandskämpfer
- Franz-Ferdinand Eichhorn (1915–nach 1978), deutscher Jurist, Anwalt und Wirtschaftsmanager
- Franz-Josef Eichhorn (Wirtschaftswissenschaftler) (* 1959), deutscher Wirtschaftswissenschaftler und Hochschullehrer
- Franz Joseph Eichhorn (Maler) (auch Franz Joseph Eichorn; um 1712–1785), deutscher Maler
- Friedemann Eichhorn (* 1971), deutscher Violinist und Hochschullehrer
- Friedrich Eichhorn (1779–1856), deutscher Politiker
- Friedrich Eichhorn (Ingenieur) (1924–2022), deutscher Hochschullehrer für Füge- und Schweißtechnik
- Fritz Eichhorn (1870–1939), deutscher Forstmann
- Fritzi Eichhorn (* 1981), deutsche Schauspielerin

### G
- Georg Eichhorn (1952/1953–2013), österreichischer Gastwirt und Verbandsfunktionär
- Gerda Eichhorn (* 1945), deutsch-dänische Politikerin (SSW)
- Gerhard Eichhorn (Geodät) (1925–1999), deutscher Geodät
- Gerhard Eichhorn (1927–2015), deutscher Grafiker, Maler und Zeichner
- Gotthart A. Eichhorn (* 1941), deutscher Fotograf, Fotodesigner und Autor
- Gustav Eichhorn (Maler) (1857–1926/1928), deutscher Maler
- Gustav Eichhorn (Prähistoriker) (1862–1929), deutscher Prähistoriker und Mediziner
- Gustav Eichhorn (Physiker) (1867–1954), deutscher Physiker und Rundfunktechniker

### H
- Hans Eichhorn (Schriftsteller) (1956–2020), österreichischer Schriftsteller
- Hans-Jürgen Eichhorn (Mediziner) (1919–2015), deutscher Radiologe
- Hans-Jürgen Eichhorn (Handballspieler) (* 1944), deutscher Handballspieler und -schiedsrichter
- Heinrich Karl Eichhorn (1927–1999), österreichischer Astronom
- Herbert Eichhorn (Politiker) (1921–2000), deutscher Politiker (DBD)
- Herbert Eichhorn (Kunsthistoriker) (* 1957), deutscher Kunsthistoriker und Museumsleiter
- Hermann von Eichhorn (Regierungspräsident) (1813–1892), deutscher Verwaltungsjurist
- Hermann von Eichhorn (Generalfeldmarschall) (1848–1918), deutscher Generalfeldmarschall
- Hermann Eichhorn (Heimatdichter) (1908–1973), deutscher Glasbläser und Heimatdichter
- Hilmar Eichhorn (* 1954), deutscher Schauspieler
- Holger Eichhorn (1942–2023), deutscher Musikwissenschaftler, Musiker und Dirigent
- Holger Eichhorn (Kameramann) (* 1943), deutscher Kameramann
- Horst Eichhorn (1927–2020), deutscher Agrarwissenschaftler

### J
- Jan Eichhorn (* 1981), deutscher Rennrodler
- Joachim Eichhorn (Abt) (1518–1569), deutscher Ordensgeistlicher, Fürstabt von Einsiedeln
- Joachim Eichhorn (Kirchenmusiker) (* 1946), deutscher Kirchenmusiker
- Joachim Eichhorn (Fußballspieler) (* 1964), deutscher Fußballspieler
- Joanna Eichhorn (* 1992), deutsche Schauspielerin
- Johann Eichhorn (um 1518–1564), deutscher Mathematiker, Philologe und Theologe, siehe Johann Sciurus
- Johann Eichhorn (Mörder) (1906–1939), deutscher Frauenmörder
- Johann Conrad Eichhorn (1718–1790), deutscher Pastor und Zoologe
- Johann Gottfried Eichhorn (1752–1827), deutscher Orientalist und Historiker
- Johanna K. Eichhorn (1945–2017), deutsche Kostümmalerin, Malerin und Zeichnerin
- Johannes von dem Eichhorn († um 1346), deutscher Schöffe und Politiker, Bürgermeister von Aachen
- Johannes Eichhorn (Heimatforscher) (1904–1993), deutscher Heimatforscher und Verbandsfunktionär
- Josef Eichhorn (1905–nach 1970), deutscher Jurist und Richter
- Julia Eichhorn (* 1983), deutsche Skeletonpilotin
- Jürgen Eichhorn (* 1942), deutscher Mathematiker
- Justus Friedrich Eichhorn (* 2009), deutscher Pianist

### K
- Karl Eichhorn (Musiker, 1847) (1847–1913), deutscher Pianist, Organist, Dirigent und Komponist
- Karl Eichhorn (Musiker, 1879) (1879–1929), schweizerisch-deutscher Dirigent, Komponist und Musikpädagoge
- Karl Friedrich Eichhorn (1781–1854), deutscher Rechtshistoriker und Kirchenrechtler
- Karoline Eichhorn (* 1965), deutsche Schauspielerin
- Kennet Eichhorn (* 2009), deutscher Fußballspieler
- Klaus Eichhorn (* 1949), deutscher Organist
- Klaus Werner Eichhorn (1938–1994), deutscher Agrarwissenschaftler und Phytopathologe
- Konrad von dem Eichhorn († 1381) (auch Coyn van dem Eychorn; † 1381), deutscher Schöffe und Politiker, Bürgermeister von Aachen
- Konrad von dem Eichhorn († 1437) (auch Coin van dem Eychorn; † 1437), deutscher Schöffe und Politiker, Bürgermeister von Aachen
- Kristin Eichhorn (* 1987), deutsche Germanistin, Literaturwissenschaftlerin und Hochschullehrerin
- Kurt Eichhorn (1908–1994), deutscher Dirigent

### L
- Leo Bernhard Eichhorn (1872–1956), österreichisch-ungarischer Maler
- Lisa Eichhorn (* 1952), US-amerikanische Schauspielerin
- Ludwig Eichhorn (Politiker, 1921) (1921–1960), deutscher Politiker (SPD), MdL Bayern
- Ludwig Eichhorn (Politiker, 1924) (1924–2006), deutscher Gewerkschaftsfunktionär und Politiker (SPD), MdL Nordrhein-Westfalen
- Luis Guillermo Eichhorn (1942–2022), argentinischer Geistlicher, Bischof von Morón
- Lutz Eichhorn (* 1957), deutscher Fußballspieler

### M
- Maija Tīruma-Eichhorn (* 1983), lettische Rennrodlerin
- Manfred Eichhorn (Botaniker) (1934–2021), deutscher Botaniker und Pflanzenphysiologe
- Manfred Eichhorn (Schriftsteller) (1951–2023), deutscher Schriftsteller und Lyriker
- Manfred Eichhorn (Maler) (* 1961), deutscher Maler und Grafiker
- Maria Eichhorn (Schriftstellerin) (Pseudonym Dolorosa; 1879–1930), deutsche Schriftstellerin und Kabarettistin
- Maria Eichhorn (Politikerin) (* 1948), deutsche Politikerin (CSU)
- Maria Eichhorn (Künstlerin) (* 1962), deutsche Künstlerin
- Martin Eichhorn (* 1969), deutscher Autor und Trainer
- Matthias Eichhorn (* 1978), deutscher Musiker
- Michael Eichhorn (* 1954), deutscher Hochschullehrer für Anatomie
- Mirko Eichhorn (* 1971), deutscher Eiskunstläufer
- Moritz Eichhorn (* 1984 oder 1985), deutscher Journalist

### O
- Oskar Eichhorn (1862–1936), deutscher Kriegsschiffsbauer und Hochschullehrer
- Otto Eichhorn (Verwaltungsjurist) (1884–1966), deutscher Verwaltungsjurist
- Otto Eichhorn (Mediziner) (1921–1984), österreichischer Neurologe

### P
- Paul Eichhorn (1869–1953), deutscher Chronist, Heimatforscher und Zeichner
- Pauline Eichhorn (* 1998), deutsche Skispringerin
- Peter Eichhorn (Geistlicher) (um 1515–1563), Schweizer Geistlicher, Abt von Wettingen
- Peter Eichhorn (Maler) (1877–1960), deutscher Maler
- Peter Eichhorn (Wirtschaftswissenschaftler) (* 1939), deutscher Wirtschaftswissenschaftler
- Peter Eichhorn (Archäologe), deutscher Archäologe
- Peter Eichhorn (Journalist) (* 1970), deutscher Historiker, Journalist und Autor
- Philip Eichhorn (* 1994), deutscher American-Football-Spieler
- Pierre Eichhorn (* 1854), belgischer Sportschütze

### R
- Rainer Eichhorn (* 1950), deutscher Politiker (CDU)
- Rainer Eichhorn (Musiker) (* 1963), deutscher Pianist
- Roland Eichhorn (* 1965), deutscher Geologe
- Rolf Eichhorn (1925–2020), deutscher Wirtschaftsmanager
- Roman Eichhorn (* 1948), russisch-deutscher Maler und Grafiker
- Rudolf Eichhorn (Politiker, 1853) (1853–1925), österreichischer Pfarrer und Politiker
- Rudolf Eichhorn (Sänger) (1859–??), deutscher Sänger (Bariton)
- Rudolf Eichhorn (Ingenieur) (1879–um 1966), deutscher Ingenieur und Baumeister
- Rudolf Eichhorn (Politiker, 1921) (* 1921), deutscher Politiker (CDU)

### S
- Siegfried Eichhorn (1923–2005), deutscher Wirtschaftswissenschaftler

### T
- Theresa Eichhorn (* 1992), deutsche Skilangläuferin
- Thomas Eichhorn (* 1952), deutscher HNO-Arzt

### U
- Ulrich Eichhorn (* 1961), deutscher Industriemanager
- Ulrike Eichhorn (* 1959), deutsche Architektin, Verlegerin und Publizistin

### W
- Wally Eichhorn-Nelson (1896–1986), deutsche Schriftstellerin
- Walter Eichhorn (Heimatforscher) (1921–2011), deutscher Lehrer und Heimatforscher
- Walter Eichhorn (1936–2025), deutscher Pilot
- Werner Eichhorn (Sinologe) (1899–1990), deutscher Sinologe
- Werner Eichhorn (Schauspieler) (1922–2005), deutscher Schauspieler
- Wilhelm Eichhorn (Kaufmann) (1805–1877), deutscher Kaffeeunternehmer
- Wilhelm Eichhorn (Theologe) (1846–1923), deutscher Pfarrer
- Wilhelm Eichhorn (Bankmanager) (1879–1957), deutscher Bankmanager und Politiker
- Wilhelm Eichhorn (Fotograf) (1886–1950), deutscher Fotograf
- Willi Eichhorn (1908–1994), deutscher Ruderer
- Wolfgang Eichhorn (Philosoph) (* 1930), deutscher Philosoph
- Wolfgang Eichhorn (Mathematiker) (* 1933), deutscher Wirtschaftsmathematiker

## Einzelnachweis
1. ↑  Hans Bahlow: Deutsches Namenlexikon. Familien- und Vornamen nach Ursprung und Sinn erklärt. Gondrom Verlag, Bindlach 1991, 1993, 2004, ISBN 3-8112-0294-4